# (1940) Whipple
(1940) Whipple ist ein Asteroid des Hauptgürtels, der am 2. Februar 1975 von Astronomen des Harvard-College-Observatoriums (IAU-Code 801) in Cambridge im US-Bundesstaat Massachusetts entdeckt wurde.
Der Asteroid ist nach dem US-amerikanischen Astronomen Fred Whipple (1906–2004) benannt, der seinen Tätigkeitsschwerpunkt auf die Kometenforschung legte und deshalb auch als „Dr. Comet“ bezeichnet wurde.